# ハイイロゴケグモ
ハイイロゴケグモ（灰色後家蜘蛛、Latrodectus geometricus）は、ヒメグモ科の毒をもつ小さなクモの一種。

## 分布
オーストラリア、中央アメリカ、南アメリカ、太平洋諸島を原産地とする。
日本では神奈川県横浜市の横浜港・本牧埠頭（中区）にて初めて記録され、東京都・愛知県・大阪府・福岡県・宮崎県・鹿児島県・沖縄県でも記録されている。

## 特徴
体長は2.5-10mmで、メスのほうが明らかに大きい。球形の腹部は黒褐色で、赤褐色の斑紋がある。
都市部の建物周辺や側溝の中などに生息する。網はセアカゴケグモと同様の不規則網を造る。
「α-ラトロトキシン」という神経毒をメスだけがもち、咬まれると激しい痛みや嘔吐などをともなう。セアカゴケグモよりも攻撃性は低いといわれている。2019年11月3日に関西国際空港からグアムへ渡航した大阪市在住の40代男性が飛行機内で右足の太もも裏側を咬傷され、翌11月4日に現地の医療機関で治療を受けた例が報告されている。11月7日に帰国後、男性が関西国際空港の検疫で自己申告し、翌8日に近畿地方環境事務所に報告した。

## 外来種問題
日本では1995年11月27日に横浜港本牧埠頭にて横浜検疫所の職員がセアカゴケグモがいないか調べていた際、本牧海づり施設のベンチ裏側にて初めて発見・捕獲し、鑑定を依頼された国立科学博物館により同年12月11日に「ハイイロゴケグモ」と報告された。資材に紛れ込んで侵入したとものと考えられる。
日本では2005年に外来生物法によって、ゴケグモ属のうち本種とセアカゴケグモ・クロゴケグモ・ジュウサンボシゴケグモの4種が特定外来生物に第一次指定をされている。